# Amen.
Amen. (bra: Amém; prt: Amen.) é um filme franco-teuto-romeno-britânico de 2002, dos gêneros drama e guerra, dirigido por Costa Gavras.
Em agosto de 2015, esse filme foi transmitido na televisão aberta do Brasil no ciclo "Segunda Guerra", pela TV Brasil.

## Sinopse
O filme examina a conexão entre o Vaticano e a Alemanha nazista. O personagem principal é Kurt Gerstein (Ulrich Tukur) um oficial da SS empregado do Instituto de Saneamento da SS designado para um programa de purificação de água e destruição de vermes. Ele fica chocado ao saber que o processo que ele desenvolveu para erradicar tifo usando uma mistura de cianeto de hidrogênio chamada Zyklon B esta agora sendo usado para matar judeus em campos de extermínio. Gerstein tenta avisar ao Papa Pio XII sobre as câmaras de gás, mas este está horrorizado com a falta de resposta que ele recebe da hierarquia católica. Apenas uma pessoa mudou o padre Riccardo Fontana (Mathieu Kassovitz), um jovem padre jesuíta.

## Elenco
- Ulrich Mühe ...... o Doutor
- Sebastian Koch ...... Rudolf Höss
- Ulrich Tukur ...... Kurt Gerstein
- Mathieu Kassovitz ...... Riccardo Fontana
- Marcel Iureş ...... papa Pio XII
- Michel Duchaussoy ...... cardeal
- Ion Caramitru ...... Graaf Fontana
- Friedrich von Thun ...... pai de Gerstein
- Antje Schmidt ...... sra. Gerstein
- Hanns Zischler ...... Ernst-Robert Grawitz
- Erich Hallhuber ...... Von Rutta
- Angus MacInnes ...... Tittman
- Bernd Fischerauer ...... bispo Von Galen
- Pierre Franckh ...... pastor Wehr

## Produção
O filme é baseado na peça de 1963 de Rolf Hochhuth, The Deputy, a Christian Tragedy, que foi amplamente atacada pelo seu retrato do círculo católico e judeu do papa Pio XII. A versão no idioma alemão foi realizada sob o título original da peça Der Stellvertreter. Desde que a Santa Sé não permitiu a filmagem no Vaticano as cenas no Palácio Papal foram curta e gravadas no Palácio Parlamento de Bucareste na Romênia.

## Recepção
Além da critica que já havia sido levantada sobre The Deputy e sua interpretação do papel da Igreja Católica durante o Holocausto, o filme criou controvérsias no círculo católico pelo seu pôster (criado pelo fotografo italiano Oliviero Toscani) representado uma mixagem da cruz cristã e a suastica.
O crítico brasileiro Marcelo Hessel, do site de cinema Omelete disse sobre o filme: "Como Costa-Gavras convence? Criando um exame moral sem posar de dono da verdade, elencando as razões oficialescas da Igreja sem que essas pareçam inverossímeis. Assim, nocauteia o espectador não pelo choque, mas pelo cansaço - o simples fato de exibir a burocracia hierárquica e diplomática da Igreja no seu auge gera uma raiva muito mais eficiente".

## Prêmios e indicações

### Prêmios
César
- Melhor Roteiro: 2003[carece de fontes?]

 Prix Lumière
- Melhor Filme: 2003[carece de fontes?]

 Globo d'oro
- Melhor Filme Europeu: 2003[carece de fontes?]

### Indicações
Festival de Berlim
- Melhor Filme: 2002[carece de fontes?]

 César
- Melhor Filme: 2003[carece de fontes?]
- Melhor Diretor: Costa Gavras - 2003[carece de fontes?]
- Melhor Ator: Mathieu Kassovitz - 2003[carece de fontes?]
- Melhor Trilha Sonora: 2003[carece de fontes?]
- Melhor Fotografia: 2003[carece de fontes?]
- Melhor som: 2003[carece de fontes?]

 Prémios do Cinema Europeu
- Melhor Ator: Ulrich Tukur[carece de fontes?]